# Wioletta Paduszyńska
Wioletta Paduszyńska (Kuczyńska) (ur. 18 lipca 1985) – polska lekkoatletka uprawiająca biegi długodystansowe, specjalizująca się w biegu na 100 km.

## Życiorys
W 2018 roku podczas Mistrzostw Świata w biegu na 100 km w Sveti Martin na Muri, Chorwacja zajęła 20. miejsce indywidualnie z wynikiem 8:07:54, w drużynie z Małgorzata Pazda-Pozorska i Joanna Lorenc zajęły 5. miejsce z wynikiem 24:46:54.
W 2019 roku podczas Mistrzostw Polski w biegu na 100 km w Pabianicach zdobyła srebrny medal z wynikiem 8:36:29.

## Osiągnięcia
| Rok  | Impreza                                   | Miejsce              | Konkurencja   | Pozycja     | Wynik    |
| ---- | ----------------------------------------- | -------------------- | ------------- | ----------- | -------- |
| 2018 | Mistrzostwa Świata w biegu na 100 km 2018 | Sveti Martin na Muri | indywidualnie | 20. miejsce | 8:07:54  |
| 2018 | Mistrzostwa Świata w biegu na 100 km 2018 | Sveti Martin na Muri | drużynowo     | 5. miejsce  | 24:46:54 |